# Liste von Ronsard-Vertonungen
Die Liste von Ronsard-Vertonungen führt Vertonungen von Texten des Dichters Pierre de Ronsard (1524–1585)  auf. Dieser war einer der bedeutendsten Dichter der französischen Renaissance und ein Meister der lyrischen Form (Oden, Sonette).
Die Humanisten im Allgemeinen und Ronsard im Besonderen wollten die Vereinigung von Musik und Poesie erreichen. „Ronsard, der seine Gedichte als ‚wunderbar für Musik geeignet‘ bezeichnete, wünschte sich nichts sehnlicher als polyphone Vertonungen. Und er bekam sie.“

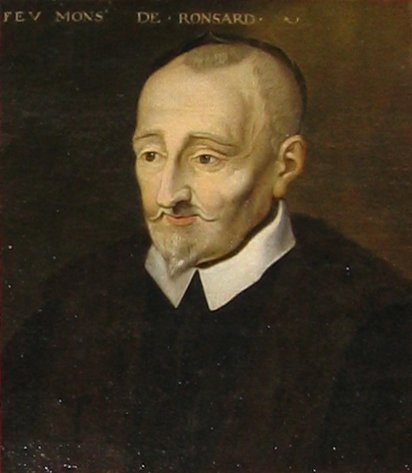
Posthumes Porträtgemälde Pierre de Ronsards von einem anonymen Künstler um 1620 im Musée des Beaux-arts von Blois

Die Poesie Ronsards erfreute sich zu seinen Lebzeiten einer beispiellosen Beliebtheit bei Musikern, und so haben viele dazu beigetragen, Ronsards Gedichte zu vertonen. Viele der großen französischen oder flämischen Komponisten seiner Zeit haben ganze Bücher geschrieben, in denen seine Werke aufgeführt waren.
Das Janequin-Ensemble unter Dominique Visse hat sich in jüngerer Zeit dieser Vertonungen angenommen.

## Vertonungen
Die folgende Übersicht ist cum grano salis chronologisch sortiert und erhebt keinen Anspruch auf Aktualität oder Vollständigkeit:

### Zu Lebzeiten
16. Jahrhundert
- Claude Goudimel: Quand j'aperçois, Errant par les champs de la grâce, Qui renforcera ma voix, En qui resplendit le ciel, Bonjour mon coeurI, Il me semble que la journée... (1550)

- Marc Antoine Muret: Las je me plains de mille et mille et mille, Ma petite colombelle, Venez sus donc venez embrassez (1552)
- Pierre Certon: J'espère et crains, Je me tais et supplie, Bien qu'à grand tort, (1552)
- Clément Janequin: Petite nymphe folastre, Qui vouldra voir, Nature ornant (1552)
- Pierre Clereau: Premier livre d‘odes à troys parties, de Pierre de Ronsard (1559–1566)
- Nicolas de la Grotte: Chansons de Pierre de Ronsard (1569)
- Guillaume Costeley: Mignonne, allons voir si la roses (1570)
- Claude Le Jeune: Rossignol mon mignon qui dans cette saulaie (1572 und 1585)
- Rolland de Lassus: Bonjour mon cœur, à quatre voix (1573)
- Philippe de Monte: Sonets de Pierre de Ronsard mis en musique à 5, 6, et 7 parties (1575)
- Jean de Castro: Chansons, odes et sonnetz de Pierre de Ronsard mis en musique à 4, 5, et 8 parties (1576)
- Guillaume Boni: Sonetz de Pierre de Ronsard mis en musique à trois parties (1576)
- Antoine de Bertrand: Les amours de Pierre de Ronsard à quatre parties (1576), Second livre des amours de Ronsard à quatre parties (1578)
- Jean de Maletty: Les amours de Pierre de Ronsard mis en musique (1578)
- Fabrice Marin Caietain: Les airs mis en musique à 4 parties sur des poésies de Ronsard (1578)
- Adrien le Roy: Les Amours de Ronsard (1578)
- François Regnard: Poésies de Pierre de Ronsard mis en musique à 4 et 5 parties (1579)

### Spätere Vertonungen
19. Jahrhundert
- Amédée Dethou: Ha! Maitresse (1859)
- Georges Bizet, Sonnet (1866)
- Théodore Gouvy: La Pléiade française op. 48 (1866), 40 Poèmes de Ronsard op. 37, op. 41, op. 42, op. 44 (1866)
- Pauline Viardot: mélodie sur le poème Bonjour mon cœur (1895)
- Guido Spinetti : Treize poésies de Ronsard, mises en musique (1897)

20. Jahrhundert
- Gaston Marchet : Chanson (1920)

- Camille Saint Saëns: mélodies sur les poèmes, L'Amour oyseau, L'Amour blessé, À Sainte Blaise, Grasselette et Maigrelette, L'Amant malheureux (1907–1921)
- Maurice Ravel: Ronsard à son âme (1924)
- Arthur Honegger: Chanson (1924)
- Julien Tiersot: Quand ce beau Printemps je vois (1924)
- Roland-Manuel: Sonnet (1924)
- Paul Dukas: Sonnet, Amours, premier livre (1924)
- Maurice Delage: Ronsard et sa muse (1924)
- Albert Roussel: 2 poèmes de Ronsard, Rossignol mon mignon et Ciels, air et vents Op. 26 (1924)
- Louis Aubert: La Fontaine d'Hélène (1924)
- André Caplet: Sonnet  "Doux fut le trait" de Pierre de Ronsard (1924)
- Francis Poulenc: Cinq poèmes de Ronsard ;  Attributs, Le Tombeau, Ballet, Je n'ai plus que les os, À son page (1924)
- Georges Auric : Quand ce beau Printemps je vois (1935)
- Darius Milhaud: Les Amours de Ronsard ; La Rose, La Tourterelle, L'Aubépin, Le Rossignol (1934), Prends cette rose (1937)
- Petr Eben: Quand ce beau Printemps je vois, Pisne K loutne (195?)
- Robert Caby : Je voudrais au bruit de l'eau (1955)
- Jacques Leguerney: Poèmes de la Pléiade, "Ah ! Bel accueil", "A sa maitresse", "A son page", "Ma douce jouvence est passée", "Epipalinodie" (1989)
- Antoine Tomé: Ode à Cassandre, Mignone levez vous, Je ne saurais aimer autre que vous, Chanson pour la mort de Marie, Il faut quitter maison  (1991)